# Película mondo
Una película mondo es una película que forma parte de un género de películas documentales, algunas veces parecidas a los documentales de ficción, representando temas y escenas sensacionalistas. En inglés son erróneamente conocidos como shockumentary.
Este género dio inicio con la aparición de la película Mondo Cane en (1962) de Gualtiero Jacopetti, Paolo Cavara y Franco Prosperi, teniendo bastante popularidad. Las películas mondo son a menudo fáciles de reconocer por su nombre, dado que es usual el uso del término "mondo" en sus títulos. A lo largo de los años, los productores han buscado destacar sus películas de otras sobre el valor de impacto de sus obras a fin de atraer al público. Crueldad a los animales, accidentes, ceremonias de iniciación ritual y cirugías son los rasgos comunes de una típica película mondo. El cine mondo lleva a cabo una importante función histórica y antropológica, es un error bastante común asociar al cine mondo con los "shockfilms" ya que exhiben situaciones que pueden resultar desagradables para el espectador pero al contrario que la mayoría de shockfilms, el género mondo no tiene como función dar mensajes explícitos. 
La película de Russ Meyer, Mondo Topless fue uno de los pocos "documentales" restringidos al círculo de las viejas películas de trasnoche, anteriores a la era de las VCR, que exploró la vida nocturna del San Francisco de los años 60, a la vez que los clubes nocturnos eran una novedad en los Estados Unidos, vedados a la decadencia de las ciudades portuarias como San Francisco.
El sentido del humor y la sensación de que "la realidad podía ser un buen espectáculo aunque fuerte", desapareció con la obra de Jacopetti y Prosperi "Africa Addio" (1966), una brutal muestra de la pesadilla del continente africano tras su paulatina descolonización mostrando escenas de cacerías de animales, hombres devorados por ellos, masacres étnicas, ejecuciones, esclavitud, etc. Es ahí cuando el mondo alcanza su relevancia histórica, social y representa una forma de libertad de expresión mostrando al mundo la realidad subyacente.
Otros ejemplos de películas de este tipo incluyen Mondo di Notte de Gianni Proia, Mondo Balordo de Roberto Montero y Mondo Ford de Ricardo Fratelli.

## Películas Mondo

### La sagaMondo Cane
- Mondo Cane (1962). Italia. Director y guion: Gualtiero Jacopetti, Paolo Cavara, Franco E. Prosperi. Música: Riz Ortolani. Duración: 108 minutos.

- La Donna nel Mondo (1963). Italia. Director y guion: Franco E. Prosperi, Paolo Cavara, Gualtiero Jacopetti. Música: Riz Ortolani, Nino Oliviero. Duración: 107 minutos.

- Mondo Cane 2 (1963). Italia. Director y guion: Franco E. Prosperi, Gualtiero Jacopetti. Música: Nino Oliviero. Duración: 95 minutos.

- Africa Addio (1966). Italia. Director y guion: Gualtiero Jacopetti, Franco Prosperi. Música: Riz Ortolani. Duración: 139 minutos. Versión en inglés: 128 minutos.

- Addio Zio Tom (1971). Italia. Director y guion: Gualtiero Jacopetti, Franco Prosperi. Música: Riz Ortolani. Duración: 136 minutos. Versión en inglés: 123 minutos.

### Max Steele
A finales de los 80, Stelvio Massi, conocido como Max Steele, hizo dos spin offs de la original Mondo Cane, los cuales son conocidos como Mondo Cane 3 y Mondo Cane 4 lanzadas en varios videos. También realizó un documental sobre la droga y sus consecuencias, con imágenes crudas y explícitas, llamado 'Droga, viaje sin regreso'.
- Mondo Cane Oggi (a.k.a. Mondo Cane 3) (1986). Italia. Director y cinematografía: Stelvio Massi (Max Steele). Guion: Stelvio Massi. Duración: 78 minutos.

- Mondo Cane 2000, l'Incredibile (a.k.a. Mondo Cane 4) (1988). Italia. Director y cinematografía: Stelvio Massi (Max Steele). Guion: G. Crisanti

- Droga, sterco di Dio  (a.k.a. Droga, viaje sin regreso; Drugs: A River of no Return) (1987). Director y cinematografía: Stelvio Massi. Duración: 78 minutos.

### Uwe Schier
En 1993, fotos de huracanes editados en una mezcla de escenas se presentaron en Addio ultimo uomo y Shocking Africa, etiquetándolo como quinto capítulo de la saga (teil V en lenguaje alemán). 
- Mondo Cane teil V (a.k.a. Mondo Cane 5) (1993). Alemania. Productor: Uwe Schier y Gian Carlo Rossi.

### Los hermanos Castiglioni
- Africa Segreta (a.k.a. Secret Africa) (1969). Italia. Directores: Angelo Castiglioni, Alfredo Castiglioni. Duración: 103 minutos. Música: Angelo Francesco Lavagnino.

- Africa Ama (a.k.a. Africa Uncensored) (1971). Italia. Directores: Angelo Castiglioni, Alfredo Castiglioni. Música: Angelo Francesco Lavagnino.

- Magia Nuda (a.k.a. Mondo Magic) (1975). Italia. Directores: Angelo Castiglioni, Alfredo Castiglioni. Música: Zacar.

- Addio Ultimo Uomo (a.k.a. The Last Savage) (1978). Italia. Directores: Angelo Castiglioni, Alfredo Castiglioni. Music: Franco Godi.

- Africa Dolce e Selvaggia (a.k.a. Shocking Africa) (1982). Italia. Directores: Angelo Castiglioni, Alfredo Castiglioni. Música: Franco Godi.

### La trilogíaSavage
- Ultime grida dalla savana (a.k.a. Savage Man, Savage Beast) (1975). Italia. Director y guion: Antonio Climati, Mario Morra. Música: Carlo Savina. Duración: 94 minutos.

- Savana violenta (a.k.a. This Violent World) (1976). Italia. Director y guion: Antonio Climati, Mario Morra. Música: Guido De Angelis, Maurizio De Angelis.

- Dolce e selvaggio (a.k.a. Sweet and Savage) (1983). Italia. Director y guion: Antonio Climati, Mario Morra. Música: Daniele Patucchi.

## Otras
- Mondo Nudo (1963). Italia. Director: Francesco De Feo. Guion: Gian Carlo Fusco, Giuseppe Marotta. Música: Teo Usuelli.

- Il Pelo nel Mondo (1964). Italia. Director y Guion: Antonio Margheriti, Marco Vicario. Música: Bruno Nicolai, Nino Oliviero. (lanzado en USA por ABC Films como Go, Go, Go World!)

- Kwaheri: Vanishing Africa (1964). USA. Directores: Thor L. Brooks, Byron Chudnow. Guion: Michael Vittes. Música: Byron Ross.

- I Malamondo (1964). Italia. Director: Paolo Cavara. Guion: Guido Castaldo, Paolo Cavara, Ugo Gregoretti, Francesco Torti. Música: Ennio Morricone.

- Le Schiave Esistono Ancora (a.k.a. Slave Trade in the World Today) (1964). Italia. Directores: Maleno Malenotti, Roberto Malenotti, Folco Quilici. Guion: Baccio Bandini, Gianfranco Calderoni, Roberto Malenotti. Música: Teo Usuelli.

- Mondo Balordo (1964). Italia. Director: Roberto Bianchi Montero. Guion: Guido Castaldo Francesco Torti. Música: Coriolano Gori, Nino Rosso.

- Mondo Topless (1966). USA. Director: Russ Meyer. Música: The Aladdins.

- Mondo Freudo (1966). USA. Director: Lee Frost. Música: Rodney Lee Bermingham, The Duvals, Chuck Morgan, Bill Wild.

- Mondo Bizarro (1966). USA. Director y guion: Lee Frost. Música: Lawrence Von Lattman.

- Sweden: Heaven and Hell (1968). Italia. Director: Luigi Scattini.

- Mondo Trasho (1969). USA. Director y guion: John Waters.

- Shocking Asia (1974). Alemania. Director: Rolf Olsen. Guion: Rolf Olsen, Ingeborg Stein Steinbach. Duración: 94 minutos.

- Notti Porno nel Mondo (a.k.a. Mondo Erotica) (1977). Italia. Director y guion: Bruno Mattei. Music: Gianni Marchetti.

- This Is America (a.k.a. Crazy Ridiculous American People {UK}, a.k.a. Jabberwalk) (1977) USA. Dirigido por Romano Vanderbes.

- This Is America - Part 2 (1977) USA. Dirigido pot Romano Vanderbes.

- Brutes and Savages (1978). USA. Director: Arthur Davis. Guion: Jenny Craven. Música: Riz Ortolani.

- Mr. Mike's Mondo Video (1979). USA. Director: Michael O'Donoghue.

- Des Morts (a.k.a. Of the Dead) (1981). Director y guion: Jean-Pol Ferbus, Dominique Garny, Thierry Zéno. Música: Alain Pierre. Duración: 105 minutos.

- The Killing of America (a.k.a. Violence U.S.A. {Japón}) (1982). USA. Director: Sheldon Renan, Leonard Schrader. Guion: Chieko Schrader, Leonard Schrader. Música: W. Michael Lewis, Mark Lindsay. Duración: 90 minutos.

- Mondo New York (1988) USA. Director: Harvey Keith. Guion: Harvey Keith y David Silver. Duración: 83 minutos.

- Mondo Ford (2001) USA. Director: Scott Calonico/Ricardo Fratelli. Guion: Scott Calonico/Ricardo Fratelli. Duración: 7 minutos.

- Mondo Delirium (2011) Italia. Director y guion: Flavio Sciolè. Duración: 170 minutos.